# Фердинанд Адамс
Фердинанд Адамс (хол. Ferdinand Eloy Adams; Берхем, 3. мај 1903 — Андерлехт, 1992) био је белгијски фудбалер и репрезентативац који је играо на позицији нападача. На клупском нивоу је играо за Андерлехт. Постигао је девет голова у двадесет и три наступа за репрезентацију Белгије, а играо је и на Светском првенству 1930. године.